# 1667
1667 (хиляда шестстотин шестдесет и седма) година (MDCLXVII) е:
- обикновена година, започваща във вторник по юлианския календар;
- обикновена година, започваща в събота по григорианския календар (с 10 дни напред за 17 век).

Тя е 1667-ата година от новата ера и след Христа, 667-ата от 2-ро хилядолетие и 67-ата от 17 век.

## Събития
- Публикувана е творбата на Джон Милтън „Изгубеният рай“.

## Родени
- 27 юли – Йохан Бернули, швейцарски математик († 1748 г.)
- 2 октомври – Луи дьо Бурбон, граф дьо Вермандоа, френски принц, признат незаконен син на Луи XIV († 1683 г.)
- 30 ноември – Джонатан Суифт, британски и ирландски писател († 1745 г.)
- 9 декември – Уилям Уистън, английски учен († 1752 г.)

## Починали
- 7 май – Йохан Якоб Фробергер, германски композитор (* 1616 г.)
- 22 май – Александър VII, римски папа (* 1599 г.)
- 3 август – Франческо Боромини, италиански архитект (* 1599 г.)
- 18 октомври – Фасилидас, император на Етиопия (* 1603 г.)